# Galileo Ferraris
Galileo Ferraris, född 31 oktober 1847, död 7 februari 1897, var en italiensk fysiker och elektrotekniker.
Ferraris blev professor i fysik vid Museo industriale italiano i Milano 1878 samt grundade den första italienska elektrotekniska ingenjörsskolan i Turin 1886. Ferraris utförde betydelsefulla arbeten över elektrisk kraftöverföring och belysning. Han gjorde också en betydelsefull insats för växelströmsteknikens utveckling och uppfann bland annat den så kallade vridfältprincipen 1888. Efter hans död utgavs 1902 hans samlade arbeten i 3 band.